# Artur Kusov
Artur Tajmurazovič Kusov (in russo Артур Таймуразович Кусов?; Ordzhonikidze, 3 maggio 1986) è un ex calciatore russo, di ruolo attaccante.

## Biografia
Anche suo fratello Alan è un calciatore professionista.

## Carriera
Il suo debutto nella Premier League russa avvenne nella squadra FC Alania Vladikavkaz.